# Jean-Claude Badoux
Pour les articles homonymes, voir Badoux.
Jean-Claude Badoux, né le 19 février 1935 à Forel-sur-Lucens, est un ingénieur civil suisse, professeur à l'École polytechnique fédérale de Lausanne et président de cette école entre 1992 et 2000. Son domaine d'activité est le développement des constructions en métal, bois et béton, notamment des ponts.

## Biographie
Né dans une famille paysanne et aîné de la famille, il aurait dû reprendre le domaine familial, mais pour des raisons de santé et intéressé par les sciences, il ira à 15 ans au Collège Scientifique de Lausanne où il tombe amoureux des mathématiques et de la physique.
Diplômé de l'École polytechnique fédérale de Zurich en 1958, il est passé par l'Université technique de Hannovre, en Allemagne, avant d’obtenir son doctorat en 1965 à l'Université Lehigh à Bethlehem, PA,. Il a enseigné à l'Université de Californie à Davis, puis à l'École polytechnique de l'Université de Lausanne dès 1967, école qui devient ensuite l'EPFL. Il devient doyen du département de génie civil en 1971 et est directeur de l’Institut de la Construction Métallique (ICOM) entre 1969 et 1992. Il préside également la Société suisse des ingénieurs et des architectes (SIA) entre 1986 et 1991,.
En avril 1992, il est nommé président de l’EPFL par le Conseil fédéral, succédant à Bernard Vittoz,,. Controversé à son arrivée, n'étant pas le candidat qui avait été choisi par le corps professoral,, il réoriente les priorités de l'institution, en particulier vers la micro-technique, les systèmes de communication, le management et l'économie,.
Durant sa présidence, il est l'un des artisans du « Projet triangulaire » entre l'EPFL, l'Université de Lausanne et l'Université de Genève, qui aboutit en 2001 à la redistribution des disciplines enseignées dans ces écoles. Il a également soutenu l’avènement de la culture anglosaxonne au sein de l’EPFL, tout en internationalisant celle-ci par l'engagement de professeurs étrangers d'une part et en encourageant les étudiants étrangers à faire leur doctorat au sein de l'EPFL,.
Il préside également l'Académie suisse des sciences techniques (SATW) entre 1992 et 1998.
En 2000, Patrick Aebischer lui succède à la tête de l'EPFL.
Depuis 1999, il est président du Conseil de la Fondation Bois Chamblard et est également « Ambassador-at-Large » de la fondation International Centre for Earth Simulation (ICES) à Genève.
Chrétien engagé, il a aussi présidé le Conseil Synodal de l'Église évangélique réformée du canton de Vaud,,.

## Distinctions
- Médaille Anton-Tedesko (en) de l’Association internationale des ponts et charpentes (AIPC), 2007 en reconnaissance pour son engagement en faveur de l’ingénierie des structures et son rôle de mentor des jeunes générations d’ingénieurs.
- Doctorat honoris causa université Hoseo (en) (Corée du Sud), 2001.
- Membre d'Honneur de la Société suisse des ingénieurs et des architectes[25]
- Doctorat honoris causa université de Katmandou (en) (Népal), 2019[26]

### Archives
- Fonds : Jean-Claude Badoux (1878-2017) [3.55 mètres linéaires].  Cote : CH-000053-1 PP 1081. Archives cantonales vaudoises (présentation en ligne).